# 阿木错
阿木错（藏語：ཨ་མུ་མཚོ，威利转写：a mu mtsho，THL：Amu Tso）位于中国西藏自治区那曲市尼玛县境内，地处尼玛县中东部，北临达尔沃错温。湖面海拔4965米，面积34.8平方公里。湖水主要靠西岸入湖的希杂洛马曲补给，集水区面积1700.2平方公里。湖西南岸为优良草场。湖水中富含钾。